# Il corso delle cose
Il corso delle cose è il primo romanzo di Andrea Camilleri, scritto a Roma dall'aprile 1967 al dicembre 1968 e pubblicato, dopo varie proposte non andate in porto e rifiuti, da Antonio Lalli Editore nel 1978. Venne pubblicato solamente quando dal soggetto si stava traendo lo sceneggiato televisivo La mano sugli occhi, trasmesso dalla RAI nel 1979. Nel 1998 il romanzo entrò nel catalogo della casa editrice Sellerio.

## Trama
Lo stesso autore avverte di aver ripreso il titolo del romanzo da una frase di Merleau-Ponty: «Il corso delle cose è sinuoso» per significare come certi avvenimenti che quando ci colgono riteniamo non abbiano a che fare con noi, alla fine scopriamo che per un loro percorso sinuoso, invece dovevano arrivare ad avere conseguenze proprio per noi.
La vicenda si svolge in un paese della Sicilia, negli anni cinquanta. 
Nel giro di pochi giorni di settembre due avvenimenti scuotono la tranquillità del paesino, il ritrovamento di un cadavere e l'attentato ai danni di don Vito, onesto e tranquillo lavoratore, contro cui vengono sparati due colpi di pistola a chiaro titolo di avvertimento.
Vito precipita nell'angoscia, in quanto non riesce a capire il motivo di questo gesto, essendo egli una persona schiva che sempre, per amor del quieto vivere, ha evitato di immischiarsi in qualsiasi faccenda che non lo riguardasse. Come se non bastasse, altri avvertimenti si susseguono: le galline del suo pollaio vengono sgozzate, degli uomini lo seguono e lo controllano. 
Nella sua disperazione si appiglia a tutte le ipotesi e a tutte le possibilità per trovare una spiegazione e una via d'uscita, ma sempre senza successo. Poco a poco intuisce di essere finito suo malgrado in un gioco di interessi estremamente serio e pericoloso, anche perché sin dal giorno successivo alle pistolettate riceve una serie di visite dal maresciallo Corbo, che subito ha intuito che tra il cadavere rinvenuto (non molto distante dai terreni di Vito) e la sparatoria c'è un nesso. Difatti i due eventi sono legati, entrambi originati dalla necessità di coprire un traffico di droga internazionale.

## Edizioni
- Andrea Camilleri, Il corso delle cose, Quinta ed., collana La memoria, Sellerio, 2000,  p. 145, ISBN 88-389-1472-9.